# 11598 Kubík
(11598) Kubík, denumire internațională (11598) Kubik, este un asteroid din centura principală de asteroizi.

## Descriere
11598 Kubík este un asteroid din centura principală de asteroizi. A fost descoperit pe 22 iulie 1995 la Observatorul din Ondřejov de Lenka Šarounová. Asteroidul prezintă o orbită caracterizată de o semiaxă mare de 2,34 ua, o excentricitate de 0,17 și o înclinație de 3,1° în raport cu ecliptica.